# Ceroma biseriata
Ceroma biseriata es una especie de arácnido  del orden Solifugae de la familia Ceromidae.

## Distribución geográfica
Se encuentra en Angola.